# Antygen heterofilny
Antygeny heterofilne to takie antygeny, które występują u różnych gatunków, zwykle bardzo słabo ze sobą spokrewnionych, np. u ssaka i bakterii, różniące się pod względem chemicznym, zawierające jednak te same lub podobne determinanty antygenowe (epitopy). Z chemicznego punktu widzenia antygeny heterofilne są zwykle glikoproteinami lub lipopolisacharydami. Ze względu na szerokie rozpowszechnienie, niektóre z tych antygenów występują u różnych gatunków kręgowców, ale nie u wszystkich. U tych zwierząt, których tkanki zawierają dany antygen, nie stwierdza się obecności przeciwciał względem antygenu heterofilnego, przeciwciała takie występują natomiast szeroko u takich gatunków, których tkanki danego antygenu nie posiadają. Przeciwciała te powstają, jak się obecnie przypuszcza, w wyniku zakażeń bakteryjnych - u gatunków posiadających antygen heterofilny jest on tolerowany, natomiast u tych, które go nie posiadają, dochodzi do odpowiedzi odpornościowej.
Klasyczne przykłady antygenów heterofilnych to: antygen Forssmana i antygeny układu grupowego AB0.